# USS Badger (DD-126)
USS Badger (DD–126) là một tàu khu trục thuộc lớp Wickes của Hải quân Hoa Kỳ hoạt động trong cả hai cuộc Chiến tranh Thế giới thứ nhất và thứ hai. Nó là chiếc tàu chiến thứ hai của Hải quân Hoa Kỳ được đặt nhằm vinh danh Thiếu tướng Hải quân Oscar C. Badger (1823–1899).

## Thiết kế và chế tạo
Badger được đặt lườn vào ngày 9 tháng 1 năm 1918 tại xưởng tàu của hãng New York Shipbuilding Corporation ở Camden, New Jersey. Nó được hạ thủy vào ngày 24 tháng 8 năm 1918, được đỡ đầu bởi bà Henry F. Bryan, cháu nội Thiếu tướng Badger, và được đưa ra hoạt động vào ngày 29 tháng 5 năm 1919 dưới quyền chỉ huy của Hạm trưởng, Trung tá Hải quân Q. T. Swasey.

## Lịch sử hoạt động
Được gọi trình diện để hoạt động cùng Hạm đội Đại Tây Dương sau khi nhập biên chế, Badger lên đường đi sang Địa Trung Hải nơi nó hoạt động cho đến tháng 8 năm 1919. Sau khi quay trở về Hoa Kỳ, nó được điều động sang Hạm đội Thái Bình Dương, đi đến San Diego trong tháng 9. Nó phục vụ từ những căn cứ khác nhau cho đến khi Badger được cho xuất biên chế vào tháng 5 năm 1922, và đưa về lực lượng dự bị.
Khi được cho nhập biên chế trở lại vào ngày tháng 1 năm 1930, Badger phục vụ cùng Lực lượng Chiến trận và Lực lượng Tuần tiễu tại Thái Bình Dương. Vào tháng 4 năm 1933, nó quay trở lại khu vực Đại Tây Dương, tham gia các chuyến tuần tra dọc bờ biển và các chuyến đi huấn luyện quân nhân dự bị. Trong những năm 1938-1939, nó hoạt động cùng Hải đội Đặc vụ 4 đặt căn cứ tại Villefranche, Pháp. Sau khi quay trở về Norfolk, nó gia nhập Đội khu trục 53 thuộc Lực lượng Tuần tra, đồng thời thực hiện các chuyến đi huấn luyện mùa Hè dọc bờ biển cho các học viên sĩ quan.
Sau khi Chiến tranh Thế giới thứ hai bùng nổ, từ tháng 12 năm 1941 đến tháng 10 năm 1944, Badger hoạt động trong vai trò hộ tống các đoàn tàu vận tải tại Đại Tây Dương và vùng biển Caribe. Hai lần nó đã hộ tống các đoàn tàu vận tải đi đến Bắc Phi: từ ngày 15 tháng 10 đến ngày 28 tháng 11 năm 1943 và từ ngày 15 tháng 2 đến ngày 24 tháng 3 năm 1944; và trong một giai đoạn ngắn từ ngày 27 tháng 6 đến ngày 1 tháng 9 năm 1943, nó phục vụ trong thành phần các đội tìm và diệt tàu ngầm 21.12 và 21.16.
Vào tháng 10 năm 1944, Badger băng qua kênh đào Panama và tiến hành các hoạt động huấn luyện chống tàu ngầm ngoài khơi Balboa, Panama. Từ ngày 15 tháng 11 năm 1944 đến ngày 20 tháng 6 năm 1945, nó phục vụ cùng Chi đội Phát triển Chống tàu ngầm, Port Everglades, Florida, tiến hành các cuộc thực tập nhằm phát triển chiến thuật chống tàu ngầm. Badger Nó đi đến Philadelphia vào ngày 22 tháng 6 năm 1945 và được cho xuất biên chế tại đây vào ngày 20 tháng 7. Nó bị bán để tháo dỡ vào ngày 30 tháng 11 năm 1945.

## Phần thưởng
Badger được tặng thưởng một Ngôi sao Chiến trận do thành tích phục vụ trong Thế Chiến II.